# Макович, Владимир Иванович
Влади́мир Ива́нович Мако́вич (укр. Володимир Іванович Макович; 4 августа 1962, Украинская ССР — 12 марта 2017, Донецк) — донецкий политик, один из основателей самопровозглашённой Донецкой Народной Республики, исполняющий обязанности спикера Верховного совета Донецкой Народной Республики (с 18 по 23 июля 2014 года).

## Биография
По собственным словам, раньше был кинологом, в детстве увлекался спортом.
В 2005 году основал общественную организацию. До февраля 2010 года, когда на выборах президента победил Виктор Янукович, эта организация носила название «Молодёжное движение патриотов».
В феврале 2010 года Донецкий окружной административный суд ликвидировал «Молодёжное движение патриотов», Макович создал новую организацию, которая получила название «Общество частных предпринимателей».
Проявил себя в ходе протестов в Донецке в апреле 2014 года, затем вошёл в состав Народного Совета и Временного правительства Донецкой Народной Республики от организации РОТА. Сам Макович говорил:
Мы у разрушенного моста и должны идти дальше. Нас готовили к экономическому краху, но чувство самосохранения вывело людей на улицы.
В апреле 2014 года был спикером Народного Совета ДНР. После формирования ветвей власти ДНР был назначен на должность вице-спикера Верховного Совета республики, в то время как спикером стал Денис Пушилин.
В ночь на 30 июня 2014 года близ города Авдеевка под Донецком погиб оператор «Первого канала» Анатолий Клян. Журналист, ехавший со съёмочной группой, попал под обстрел и получил ранение в живот, которое оказалось смертельным. В автобусе с журналистами также ехали матери украинских солдат-срочников, собиравшиеся требовать от командования части возвращения сыновей домой. Через некоторое время следственные органы ДНР взяли Маковича под арест, подозревая его в причастности к гибели журналиста. Вице-спикера обвиняли в том, что он не доложил руководству ДНР о планах доставить автобус к воинской части.
Через некоторое время Макович был выпущен из под стражи, а 18 июля Денис Пушилин подал в отставку, оставив пост председателя Президиума Верховного Совета ДНР. Таким образом, Макович стал исполняющим обязанности спикера парламента республики.
После переизбрания состава Народного совета в ноябре 2014 года продолжил работу в общественной организации «Народный фронт Новороссии» в качестве заместителя руководителя социально-экономического штаба. В 2016 году возглавил профсоюз работников силовых и правоохранительных структур ДНР.
12 марта 2017 года стало известно, что Макович скончался в Донецке; по предварительным данным, причиной смерти стал сердечный приступ, впоследствии пресс-служба ДНР объявила, что причиной смерти стала опухоль головного мозга, выявленная ещё до начала событий в Донбассе.